# Atchison County (Missouri)
Atchison County is een county in de Amerikaanse staat Missouri.
De county heeft een landoppervlakte van 1.411 km² en telt 6.430 inwoners (volkstelling 2000). De hoofdplaats is Rock Port.